# 驚奇少女 (電視劇)
是一部美國劇情超級英雄類型的網路影集，改編自漫威漫畫的角色「驚奇少女」卡瑪拉·克汗。影集是漫威影業開發製作的漫威電影宇宙的第7部電視劇作品，與漫威電影宇宙系列電影處於同一架空世界和共同世界，於線上串流媒體平台Disney+首播。碧莎·K·阿里主創並擔當首席編劇。
伊曼·維拉尼領銜出演標題角色「驚奇少女」卡瑪拉·克汗，主演還包括阿拉米斯·奈特、薩加爾·撒賀、瑞許·沙哈、潔諾比亞·史洛夫、莫漢·卡普爾、麥特·林茲、雅思敏·弗萊徹、萊斯·納克利和崔維娜·史普林格。2019年8月，漫威確定由碧莎·K·阿里擔當首席編劇。2020年9月，漫威宣佈阿迪爾·艾爾·阿比和畢拉爾·法拉、莎敏·奧巴伊德-奇諾伊以及蜜拉·梅農擔當導演。影集的主體拍攝於2020年11月在喬治亞州亞特蘭大的三石製片廠開機，製作組還在新澤西州哈德遜郡取景拍攝，2021年5月在泰國殺青。
《驚奇少女》於2022年6月8日上線，共六集，每週更新一集，影集屬於漫威電影宇宙第四階段，同時是漫威電影宇宙中第一部明確提及變種人的作品。《驚奇少女》將與2023年電影《驚奇隊長2》的劇情聯動，伊曼·維拉尼與部分主要演員參演影片。

## 概要
卡瑪拉·克汗是復仇者的超級愛好者，尤其迷戀「驚奇隊長」卡蘿·丹佛斯。當家族的超能力基因藉由手鐲激發後，她該如何適應以及處理迎面而來的各種挑戰。

## 演員與角色
- 伊曼·維拉尼 飾演 卡瑪拉·克汗（英语：Kamala Khan）／驚奇少女（Kamala Khan / Ms. Marvel）

來自新澤西州澤西市的巴基斯坦裔美國人，一名16歲的穆斯林少女，某次在YouTube上投稿一部關於復仇者聯盟的影片，渴望獲得關注。能在魔法手鐲的協助下傳遞能量到雙手，從而製造任何形狀的硬光和伸長或變大身體部位。
- 麥特·林茲 飾演 布魯諾·卡雷利（Bruno Carrelli）：卡瑪拉的好友[6]。

- 雅思敏·弗萊徹 飾演 娜琪亞·巴哈迪爾（Nakia Bahadir）：卡瑪拉的好友[7]。

- 瑞許·沙哈 飾演 卡姆蘭（英语：Kamran (character)）：卡瑪拉的新朋友兼喑戀對象[8]。

- 尼姆拉·布查（英语：Nimra Bucha） 飾演 娜吉玛（Najma）：卡姆蘭的母親、隱祕族（英语：ClanDestine）首領，在被流放到地球後與艾莎一起找到了手鐲，並試圖奪回手鐲以回到諾爾次元[9]。

- 潔諾比亞·史洛夫（英语：Zenobia Shroff） 飾演 穆妮芭·克汗（Muneeba Khan）：卡瑪拉的母親，尤瑟夫的妻子[8]。

- 莫漢·卡普爾（英语：Mohan Kapur） 飾演 尤瑟夫·克汗（Yusuf Khan）：卡瑪拉的父親，穆妮芭的丈夫[8]。

- 梅維什·哈亞特 飾演 艾莎（Aisha）：卡瑪拉的曾祖母，手鐲的原有者[10]。

- 薩米娜·艾哈邁德（英语：Samina Ahmad） 飾演 薩娜（Sana）：卡瑪拉的祖母，艾莎的女兒[11]:18[12]。

- 薩加爾·撒賀（Saagar Shaikh） 飾演 阿米爾·克汗（Amir Khan）：卡瑪拉的哥哥，泰莎的丈夫[13][9]。

- 阿拉米斯·奈特 飾演 卡里姆／紅匕首（Kareem / Red Dagger）：紅匕首（the Red Daggers）的一員[6][14][15]。

- 勞蕾爾·馬斯登（英语：Laurel Marsden） 飾演 柔伊·季默（Zoe Zimmer）：卡瑪拉就讀的高校中最受歡迎的女孩[16][9]。

- 阿里安·莫耶德（英语：Arian Moayed） 飾演 克利探員（英语：P. Cleary）：損害控制部的特務，該角色此前於電影《蜘蛛俠：不戰無歸》中首次出現於漫威電影宇宙[17]。

- 艾莉西亞·雷納（英语：Alysia Reiner） 飾演 莎蒂·迪佛（Sadie Deever）：損害控制部探員[18]。

- 阿扎爾·烏斯曼（英语：Azhar Usman） 飾演 納賈夫（Najaf）：一位與卡瑪拉相熟的清真食品供應商[11]:15。

- 萊斯·納克利（英语：Laith Nakli） 飾演 阿卜杜拉教長（Sheikh Abdullah）：卡瑪拉的宗教導師，澤西市的一名伊瑪目[19][9]。

- 崔維娜·史普林格（英语：Travina Springer） 飾演 泰莎·希爾曼（Tyesha Hillman）：卡瑪拉的嫂子，阿米爾的未婚妻[19][9]。

此外，喬丹·費爾斯特曼饰演學校輔導員加布·韋遜（Gabe Wilson），安賈莉·比曼尼和索菲亚·马哈茂德（Sophia Mahmud）分別飾演露比嬸嬸和扎拉嬸嬸。法瓦·阿夫扎·罕飾演卡瑪拉的曾祖父哈桑（Hasan），法罕·阿克塔爾飾演紅匕首首領瓦利德（Waleed）:16。阿达库·奥诺诺博（Adaku Ononogbo）、阿里·阿尔萨莱（Ali Alsaleh）和丹·達甘·卡特（Dan Dargan Carter）分別飾演隱祕族的成員法里哈（Fariha）、亞當（Aadam）和薩利姆（Saleem），瓦達·阿齊茲（Vardah Aziz）和阿斯凡迪亞·克汗（Asfandyar Khan）飾演卡瑪拉的表親扎伊納布（Zainab）和奧維斯（Owais），阿萊·汗出演未公佈角色。漫威副總裁兼新媒體創意總監萊恩·佩納戈斯（Ryan Penagos）客串飾演扮裝比賽主持人。布麗·拉森於片尾彩蛋中回歸飾演「驚奇隊長」嘉露·丹弗斯。

## 集數
| 集數 | 標題           | 譯名          | 導演                         | 編劇                                                                           | 上線日期      |
| --- | -------------- | ------------- | ---------------------------- | ------------------------------------------------------------------------------ | ------------- |
| 1 | Generation Why |  | 阿迪爾·艾爾·阿比 畢拉爾·法拉 | 碧莎·K·阿里                                                                    | 2022年6月8日  |
| 卡瑪拉·克汗是一名高中生，亦是「驚奇隊長」卡蘿·丹佛斯的粉絲。2025年，在再一次未能通過駕駛考試以及在學校與輔導員會面後，一心想要參加「復仇者博覽會」（AvengerCon）的卡瑪拉在避開父母的嚴格規限時與她最好的朋友布魯諾完成了她的驚奇隊長服裝。卡瑪拉其後收到婆婆的一個舊垃圾包裹，卡瑪拉對裡面的手鐲尤感興趣。在嘗試說服父母讓自己去復仇者博覽會但失敗後，卡瑪拉只好與布魯諾帶着手鐲偷偷溜到復仇者博覽會，卻在驚奇隊長扮裝比賽上意外觸發了手鐲而導致自己身上出現了各種超能力。大會的觀眾都以為這是表演效果而歡呼，半夜趕回家的卡瑪拉受母親訓話後再次激活了手鐲。而事件在網上的影片卻引起了損害控制部的注意，而兩名探員亦決定開始採取行動。 |                |               |                              |                                                                                |               |
| 2 | Crushed        |  | 蜜拉·梅農                    | 凱特·葛里特曼（Kate Gritmon）                                                              | 2022年6月15日 |
| 卡瑪拉慢慢開始試驗和鍛鍊手鐲帶給她的超能力，布魯諾發現它們並不來自手鐲，手鐲只是激發了卡瑪拉體內的超能力。布魯諾其後在柔伊的派對上開始發現卡瑪拉暗戀班上的新同學卡姆蘭而萌生了妒忌，卡姆蘭則開始與卡瑪拉熟絡。第二天，卡瑪拉與卡姆蘭一起乘車兜風聊天。回家後，一家人在吃晚餐時提到了婆婆的一個小故事，卡瑪拉手上的手鐲卻突然開始發光和震動，卡瑪拉更突然看到了幻象：一切不斷震動，餐桌前的門口更突然爆發出刺眼的光芒，出現了一名女子向著卡瑪拉伸手…… 卡瑪拉被家人們從昏厥中叫醒後致電了送包裹給她的婆婆，婆婆在表示手鐲來自她的失踪媽媽、卡瑪拉的曾祖母艾莎後顯得有點慌張而不肯繼續再說下去。隔天開齋節，母親對卡瑪拉表示艾莎讓他們整個家族蒙羞，連節慶上的「八卦大嬸」對艾莎的意見都全是負面，一位大嬸更聽說艾莎殺過人。另一邊廂，扣留柔伊並對其進行了審訊的損害控制部則決定展開搜查行動。卡瑪拉其後在眾目睽睽下蒙面使用超能力救下了一名小男孩，期間卻突然再次出現幻覺而看見那位伸手的女人……驚魂未定的卡瑪拉在離開後突然遭到損害控制部襲擊，其後卡姆蘭突然趕到並載她逃走，幻覺中的女人卻在他的車上跟她說話，卡姆蘭更竟然表示這名女人是他的母親。                             |                |               |                              |                                                                                |               |
| 3 | Destined       |  | 蜜拉·梅農                    | 劇本創作 ：佛萊迪·賽朋（Freddy Syborn） 故事構思 ：佛萊迪·賽朋、A·C·布拉德利和馬修·昌西（Matthew Chauncey） | 2022年6月22日 |
| 在卡瑪拉到達卡姆蘭的家後，卡姆蘭的母親娜吉瑪表示在1942年與卡瑪拉的曾祖母艾莎一起找到魔法手鐲後便是她最後一次見到艾莎，並解釋到自己和夥伴們是靠體內的「諾爾」來延緩衰老，而卡瑪拉在激活手鐲時則讓他們感應到了「諾爾」的存在。她又透露自己和艾莎是隱祕族的一份子，來到了地球則是因為他們在「諾爾次元」被流放過來，在地球上通常被稱作巨靈。在得到導師阿卜杜拉和母親的鼓勵後，卡瑪拉參加了哥哥的婚禮。與此同時，娜吉瑪決定對卡瑪拉的態度轉為強硬，無論她同意與否、無論情況危險與否，都要令她幫助自己和族人回到家鄉。卡姆蘭察覺到媽媽的惡意後立刻到婚禮上警告了卡瑪拉，但娜吉瑪和族人們已經趕到，並對疏散了婚禮上全部人的卡瑪拉展開了追捕。千鈞一髮之際，娜吉瑪在企圖搶奪卡瑪拉手上的手鐲時卻與她一起看到了手鐲發出的幻象：薩娜婆婆在分治時期跟隨父母逃走時乘坐的那一班火車；艾莎也是在那日失蹤的。損害控制部探員此時帶著特警趕到，並拘捕了娜吉瑪一伙人和卡姆蘭。卡瑪拉則在帶著布魯諾逃走時剛好被娜琪亞看到了自己使用超能力，並在回家後拒絕對疑惑的家人坦誠。其後，薩娜婆婆突然致電卡瑪拉，焦急地要求卡瑪拉與母親一起到卡拉奇市來。                                                |                |               |                              |                                                                                |               |
| 4 | Seeing Red     |  | 莎敏·奧巴伊德-奇諾伊         | 劇本創作 ：薩比爾·皮札達（Sabir Pirzada） 故事構思 ：薩比爾·皮札達、A·C·布拉德利和馬修·昌西 | 2022年6月29日 |
| 卡瑪拉與媽媽到達卡拉奇市後住進了婆婆的家，婆婆告訴她火車幻覺的出現是由於手鐲在向她傳遞訊息。卡瑪拉亦從婆婆口中得知婆婆當年跟隨爸媽乘尾班車逃離卡拉奇市時，在與爸媽失散後是因手鐲向她「展示星星的軌跡」才得以趕上尾班車。其後，卡瑪拉與表哥表姐一起逛街時獨自到了婆婆當年第一次使用手鐲時的火車站，卻突然被一位蒙面人襲擊。雙方都誤以為對方是隱祕族，但兩人在一番戰鬥後化解誤會，蒙面人卡里姆便把卡瑪拉帶到自己所屬的「紅匕首」基地。紅匕首首領瓦利德告訴卡瑪拉隱祕族正試圖以手鐲破壞人類世界與諾爾次元之間的「諾爾面紗」，但這樣做的代價則是諾爾次元將吞併人類世界；與此同時，被捕的一眾隱祕族逃離了損害控制部監獄。在瓦利德告訴卡瑪拉她的混血基因使她獲得了把諾爾硬化的獨特能力時，眾隱祕族突然闖進了基地追捕卡瑪拉，瓦利德在過程中因保護卡里姆和卡瑪拉而被娜吉瑪所殺。其後，娜吉瑪刺中了卡瑪拉手上的手鐲，卡瑪拉因而穿越到了過去，回到了蕯娜小時候乘坐火車逃走的那晚…… |                |               |                              |                                                                                |               |
| 5 | Time and Again |  | 莎敏·奧巴伊德-奇諾伊         | 法蒂瑪·阿斯加爾                                                                | 2022年7月6日  |
| 在分治時期，年輕的艾莎在遇到哈桑後跟他墮入愛河，並生下了蕯娜。娜吉瑪則在不久之後找到了艾莎，請她與自己一起繼續實行使用手鐲回到諾爾次元的計劃。艾莎立刻帶著哈桑和蕯娜乘坐火車逃走，但在即將登上火車時為了引開追尋到此的娜吉瑪而與他們分開，娜吉瑪隨即因艾莎的背叛而刺傷艾莎。垂死的艾莎激活手鐲，手鐲多年後的主人卡瑪拉因而來到了火車站遇見她，艾莎叮囑卡瑪拉保護好蕯娜和手鐲後便斷了氣。蕯娜在卡瑪拉的協助下與哈桑重逢，卡瑪拉這才發現原來婆婆口中的「星星的軌跡」的意思就是她造出的硬光。卡瑪拉此時回到了現在，人類世界與諾爾次元之間的「諾爾面紗」開始破裂，一直夢想著回家的眾隱祕族卻發現缺口會摧毀週邊的一切。娜吉瑪犧牲自己關閉了缺口，死前將諾爾能量轉移給了被她遺棄在監獄的卡姆蘭。媽媽此時發現了卡瑪拉使用超能力，蕯娜婆婆在看到爸爸媽媽的照片後感動不已，媽媽也決定向卡瑪拉敞開心扉。另一邊廂，無處可去的卡姆蘭找上了布魯諾，並首次使用自己的超能力擊毀了一架損害控制部無人機，間接造成了樓下的便利店爆炸。 |                |               |                              |                                                                                |               |
| 6 | No Normal      | 非比尋常      | 阿迪爾·艾爾·阿比 畢拉爾·法拉 | 劇本創作 ：威爾·邓恩（Will Dunn） 故事構思 ：威爾·邓恩、A·C·布拉德利和馬修·昌西         | 2022年7月13日 |
| 布魯諾和卡姆蘭逃亡時，損害控制部的探員迪佛下令封鎖全市並希望活捉卡姆蘭。娜琪亞因便利店爆炸而向卡瑪拉求助，卡瑪拉便在換上媽媽給她的新戰服後前往援助。二人此時逃到了清真寺，並與娜琪亞躲在那裡。不久之後，損害控制部探員來到社區搜捕卡姆蘭。二人在娜琪亞的幫助下逃走，然後遇到前來營救的卡瑪拉。卡瑪拉尋求卡里姆的幫助，卡里姆叫她在午夜前把卡姆蘭帶到港口。其後，三人與娜琪亞、阿米爾和柔伊製定了拖住損害控制部的計劃。迪佛無視克利的撤退命令並闖進了學校，布魯諾拖住了一眾探員，為他們爭取了逃跑的時間。但卡姆蘭得知母親已死後將怒火發洩到了損害控制部上，並衝出學校與他們對峙，卡瑪拉立即救了他。迪佛啟動聲波大砲，使二人失去行動能力。卡瑪拉使用力量製造了盔甲，但卡姆蘭此時因仇恨而爆發出強大的能量，危及到週邊所有人的安全。卡瑪拉告訴卡姆蘭他的母親是為了拯救世界才犧牲自己，卡姆蘭這才冷靜下來，並逃到了港口。損害控制部最終在的群眾壓力下撤離，迪弗則被克利停職。在父親的建議下，卡瑪拉決定使用「驚奇少女」作為自己的超級英雄稱號，布魯諾其後向卡瑪拉解釋，與家人不同的她出現了基因突變。在片尾場景中，卡瑪拉和驚奇隊長在手鐲發出奇怪的光芒後突然驚奇隊長2互換了位置。 |                |               |                              |                                                                                |               |

## 製作

### 開發
2016年9月，由於「驚奇少女」卡瑪拉·克汗受到大量漫畫讀者的青睞，漫威影業的創意顧問喬·克薩達表示有意將該角色引入「其他媒體」。2018年5月，漫威影業總裁凱文·費吉表示在電影《驚奇隊長》中的主角「驚奇隊長」卡蘿·丹佛斯的激勵下，少女卡瑪拉·克汗成長為驚奇少女，並有意在2023年電影《驚奇隊長2》中引入該角色。2019年2月，飾演「驚奇隊長」卡蘿·丹佛斯的布麗·拉森亦曾有此表示。
2019年8月，在D23博覽會上，漫威宣佈將開發以「驚奇少女」卡瑪拉·克汗為主角的電視劇，碧莎·K·阿里擔當首席編劇，阿里此前為《洛基》第一季第三集〈拉曼提斯〉撰寫劇本。2020年9月18日，漫威宣佈阿迪爾·艾爾·阿比和畢拉爾·法拉、莎敏·奧巴伊德-奇諾伊以及蜜拉·梅農擔當導演，阿迪爾·艾爾·阿比和畢拉爾·法拉執導第一集和第六集，莎敏·奧巴伊德-奇諾伊執導三集，蜜拉·梅農執導一集。執行製片人還包括阿里、艾爾·阿比、法拉、卡瑪拉·克汗漫畫的聯合創作者薩娜·阿曼納特以及布拉德·溫德博姆:7。

### 劇本
弗雷迪·西伯恩（Freddy Syborn）為編劇之一。Disney+動畫影集《無限可能：假如…？》首席編劇A·C·布拉德利擔當顧問製片人兼編劇:6。

### 選角
2020年9月，漫威選定新人演員伊曼·維拉尼領銜出演標題角色「驚奇少女」卡瑪拉·克汗。11月，片場照片顯示麥特·林茲參演影集。12月，薩加爾·撒賀（Saagar Shaikh）確定出演阿米爾·克汗（Amir Khan），阿拉米斯·奈特確定出演卡里姆／紅匕首（Kareem / Red Dagger），麥特·林茲確定出演布魯諾·卡雷利（Bruno Carrelli），瑞許·沙哈出演男主角卡姆蘭（Kamran），潔諾比亞·史洛夫和莫漢·卡普爾分別出演卡瑪拉的母親穆妮芭·克汗（Muneeba Khan）和卡瑪拉的父親尤瑟夫·克汗（Yusuf Khan）。此外，雅思敏·弗萊徹、萊斯·納克利、阿查爾·烏斯曼、崔維娜·史普林格和尼姆拉·布查參演影集。
2021年2月，新人演員勞蕾爾·馬斯登確定出演柔伊·季默（Zoe Zimmer），阿萊·汗和艾莉西亞·雷納參演影集。

### 拍攝
影集的主體拍攝於2020年11月4日在喬治亞州亞特蘭大的三石製片廠開機，卡門·卡巴納（Carmen Cabana）擔當攝影指導，阿迪爾·艾爾·阿比和畢拉爾·法拉、莎敏·奧巴伊德-奇諾伊以及蜜拉·梅農擔當導演，工作標題為「澤西」（Jersey）。2021年2月下旬，製作組即將完成拍攝作業。3月5日，阿迪爾·艾爾·阿比和畢拉爾·法拉完成執導工作。3月23日，莎敏·奧巴伊德-奇諾伊在泰國曼谷拍攝第四集和第五集，儒勒·奧洛林（Jules O'Loughlin）擔當攝影指導。同月，第二組移至新澤西州哈德遜郡取景拍攝，4月上旬仍在進行拍攝作業。4月底至5月初，主演伊曼·維拉尼和瑞許·沙哈在亞特蘭大進行拍攝，即將完成拍攝作業。2021年5月，拍攝作業在泰國殺青。

## 市場營銷
2020年12月10日，漫威在迪士尼投資人會議期間釋出前導介紹短片，包括主創人員採訪和主演伊曼·維拉尼的試鏡片段。2021年1月，漫威宣佈開啟「漫威必備」（Marvel Must Haves）一站式網路商店，出售包括與《驚奇少女》相關的玩具、遊戲、書籍、服裝和家居裝飾等周邊產品，於每集播出之後的週一上架相關產品。

## 發行
2019年12月，凱文·費吉表示《驚奇少女》原計劃將於2020年後期製作完成。2020年4月，影集延後至2022年播出。2020年11月，影集計劃提前至2021年後期播出。2021年9月，由於漫威影業在2021年上映的影視作品過多，《驚奇少女》被再次推遲至2022年播出。2022年3月，《驚奇少女》確定於2022年6月8日開播，影集共6集。《驚奇少女》屬於漫威電影宇宙第四階段。
由于Disney+服务并未在巴基斯坦上线，迪士尼于3月3日宣布《驚奇少女》在巴基斯坦将会合并成三部分于当地院线上映。其中第1-2集将于6月16日上映，第3-4集将于6月30日上映，第5-6集将于7月14日上映。

## 迴響

### 評價
| 季數 | 季數 | 爛番茄           | Metacritic     |
| ---- | ---- | ---------------- | -------------- |
|      | 1    | 98%（303篇評論） | 78（23篇評論） |

《驚奇少女》收到影評人的極度好評。根据評論匯總网站爛番茄汇总的303篇评论文章，98%的评论家给予该作正面评价，使之獲得「認證新鮮」標識，平均打分为8.2分（满分10分）。在Metacritic上，23位影評人共給予了78分的分數（滿分100分），這部電視劇獲得了「普遍好評」。

## 相關媒體

### 紀錄片特輯
2021年2月，迪士尼宣佈製作紀錄片影集《漫威影業：創作大本營》，包括漫威電影宇宙電影和影集項目的幕後製作花絮，並採訪主要演員和創意團隊。以影集《驚奇少女》為主題的特輯於2022年8月3日釋出。

## 未來計劃
2019年8月，在迪士尼D23博覽會上，凱文·費吉進一步透露在影集中引入「驚奇少女」卡瑪拉·克汗之後，該角色將出現於此後的漫威電影宇宙系列電影中。2019年11月，他再次證實了這個構想。此前，「驚奇隊長」卡蘿·丹佛斯的飾演者布麗·拉森亦表示希望在2023年電影《驚奇隊長2》中引入該角色。2020年12月，伊曼·維拉尼確定參演電影《驚奇隊長2》，在影片中繼續出演「驚奇少女」卡瑪拉·克汗。2021年2月，凱文·費吉透露《驚奇少女》的劇情將直接影響2023年電影《驚奇隊長2》的故事情節。

## 備註
1. ↑  依照漫威電影宇宙電視劇播出次序。
2. ↑  依照漫威電影宇宙中故事發生的時間次序，參見漫威电影宇宙#時間線。
3. ↑  背景此時響起了一句X戰警動畫主題曲的旋律；「基因突變」隨後被證實為是變種人的意思[31]。
4. ↑  後續劇情參見2023年電影《Marvel隊長2》。

## 資料來源
1. 1 2  Kroll, Justin. . Deadline Hollywood. 2020-09-30  [2020-09-30]. （原始内容存档于2020-09-30） （美国英语）. （页面存档备份，存于）
2. ↑  Hipes, Patrick. . Deadline Hollywood. 2021-11-12  [2021-11-12]. （原始内容存档于2021-11-12） （美国英语）. （页面存档备份，存于）
3. ↑  Dinh, Christine. . Marvel Entertainment. 2019-11-13  [2019-11-14]. （原始内容存档于2019-11-14） （美国英语）. （页面存档备份，存于）
4. 1 2  Vary, Adam B. . Variety. 2022-03-15  [2022-03-15]. （原始内容存档于2022-03-15） （美国英语）. （页面存档备份，存于）
5. ↑  Skrebels, Joe. . IGN. 2022-03-15  [2022-03-15]. （原始内容存档于2022-03-15） （美国英语）. （页面存档备份，存于）
6. 1 2 3  Abdulbaki, Mae. . Inverse. 2020-12-14  [2020-12-14]. （原始内容存档于2020-12-14） （美国英语）. （页面存档备份，存于）
7. ↑  Wasserman, Ben. . Comic Book Resources. 2021-12-15  [2022-04-05]. （原始内容存档于2022-03-18） （美国英语）. （页面存档备份，存于）
8. 1 2 3  Scott, Ryan. . /Film. 2022-03-15  [2022-03-16]. （原始内容存档于2022-03-15） （美国英语）. （页面存档备份，存于）
9. 1 2 3 4 5 6  Grauso, Alisha. . Screen Rant. 2022-06-23  [2022-06-23]. （原始内容存档于2022-06-23）. （页面存档备份，存于）
10. ↑  Oddo, Marco Vito. . Collider. 2022-06-22  [2022-06-23]. （原始内容存档于2022-06-23）. （页面存档备份，存于）
11. 1 2 3   (PDF). Disney Media and Entertainment Distribution.   [2022-06-17]. （原始内容存档 (PDF)于2022-06-18）. （页面存档备份，存于）
12. ↑  White, Brett. . Decider. 2022-06-15  [2022-06-16]. （原始内容存档于2022-06-17）. （页面存档备份，存于）
13. 1 2  Martinez, Kiko. . San Antonio Current. 2020-12-12  [2020-12-12]. （原始内容存档于2020-12-12） （美国英语）. （页面存档备份，存于）
14. 1 2  Knight, Aramis [@aramisknight]. . 2020-12-12  [2020-12-12]. （原始内容存档于2020-12-12） –Instagram （美国英语）.
15. 1 2  Amin, Arezou. . Collider. 2022-06-29  [2022-06-29]. （原始内容存档于2022-06-29）. （页面存档备份，存于）
16. 1 2  Couch, Aaron. . The Hollywood Reporter. 2021-02-19  [2021-02-19]. （原始内容存档于2021-02-19） （美国英语）. （页面存档备份，存于）
17. ↑  Bonomolo, Cameron. . ComicBook.com. 2022-06-05  [2022-06-07]. （原始内容存档于2022-06-06） （美国英语）. （页面存档备份，存于）
18. ↑  Silliman, Brian. . SyFy Wire. 2022-06-08  [2022-06-08]. （原始内容存档于2022-06-08） （美国英语）. （页面存档备份，存于）
19. 1 2  Ankers, Adele. . IGN. 2022-03-17  [2022-04-04]. （原始内容存档于2022-03-16） （美国英语）. （页面存档备份，存于）
20. ↑  Marvel Studios [@MarvelStudios].  (推文). 2022-06-04  [2022-06-04]. （原始内容存档于2022-06-04） –Twitter.
21. ↑  Tikader, Agrima. . The Telegraph (India)（英语：The Telegraph (India)）. 2022-06-08  [2022-06-10]. （原始内容存档于2022-06-09）. （页面存档备份，存于）
22. ↑  . Hindustan Times. 2021-12-16  [2021-12-17]. （原始内容存档于2021-12-16） （美国英语）. （页面存档备份，存于）
23. ↑  Khan, Rabab. . Game Rant. 2022-05-31  [2022-06-04]. （原始内容存档于2022-05-31）. （页面存档备份，存于）
24. ↑  Flook, Ray. . BleedingCool. 2022-06-04  [2022-06-05]. （原始内容存档于2022-06-05）. （页面存档备份，存于）
25. 1 2  Ahmed, Musanna. . Film Inquiry. 2021-02-19  [2021-04-11]. （原始内容存档于2021-02-19） （美国英语）. （页面存档备份，存于）
26. ↑  Paige, Rachel. . Marvel.com. 2022-06-08  [2022-06-08]. （原始内容存档于2022-06-08）. （页面存档备份，存于）
27. 1 2  . The Futon Critic.   [2022-04-15] （美国英语）.
28. 1 2 3 4  Kit, Borys. . The Hollywood Reporter. 2021-05-19  [2021-05-19]. （原始内容存档于2021-05-19） （美国英语）. （页面存档备份，存于）
29. 1 2  Alber, Caitlin. . Collider. 2021-05-15  [2021-05-15]. （原始内容存档于2021-05-15） （美国英语）. （页面存档备份，存于）
30. 1 2 3 4 5 6  Frater, Patrick. . Variety. 2021-05-11  [2021-05-11]. （原始内容存档于2021-05-11） （美国英语）. （页面存档备份，存于）
31. ↑  Brail, Nathaniel. . ComicBook.com. 2022-07-14  [2022-07-15]. （原始内容存档于2022-07-15）. （页面存档备份，存于）
32. ↑  Couto, Anthony. . Comic Book Resources. 2016-09-06  [2019-08-23]. （原始内容存档于2016-09-11） （美国英语）. （页面存档备份，存于）
33. ↑  Osborn, Alex. . IGN. 2018-05-12  [2019-08-23]. （原始内容存档于2018-05-13） （美国英语）. （页面存档备份，存于）
34. 1 2  Geisinger, Gabriella. . Daily Express. 2019-02-20  [2019-04-08]. （原始内容存档于2019-04-08） （美国英语）. （页面存档备份，存于）
35. ↑  Kit, Borys; Goldberg, Lesley. . The Hollywood Reporter. 2019-08-23  [2019-08-23]. （原始内容存档于2019-08-23） （美国英语）. （页面存档备份，存于）
36. 1 2  Dominguez, Noah. . Comic Book Resources. 2019-08-23  [2019-08-24]. （原始内容存档于2019-08-24） （美国英语）. （页面存档备份，存于）
37. ↑  Robinson, Joanna. . Vanity Fair. 2021-06-03  [2021-06-03]. （原始内容存档于2021-06-03） （美国英语）. （页面存档备份，存于）
38. 1 2  Couch, Aaron. . The Hollywood Reporter. 2020-09-18  [2020-09-18]. （原始内容存档于2020-09-18） （美国英语）. （页面存档备份，存于）
39. 1 2  Weiss, Josh. . Syfy Wire. 2020-12-11  [2020-12-12]. （原始内容存档于2020-12-12） （美国英语）. （页面存档备份，存于）
40. 1 2   (PDF). Disney Media and Entertainment Distribution. 2021-07-30  [2021-08-01]. （原始内容存档 (PDF)于2021-08-01） （美国英语）. （页面存档备份，存于）
41. ↑  White, Peter. . Deadline Hollywood. 2021-02-18  [2021-06-17]. （原始内容存档于2021-06-17） （美国英语）. （页面存档备份，存于）
42. ↑  Anderson, Jenna. . ComicBook.com. 2020-11-19  [2020-11-20]. （原始内容存档于2020-11-20） （美国英语）. （页面存档备份，存于）
43. ↑  Barnhardt, Adam. . ComicBook.com. 2020-12-11  [2020-12-14]. （原始内容存档于2020-12-12） （美国英语）. （页面存档备份，存于）
44. 1 2  Kroll, Justin. . Deadline Hollywood. 2021-04-28  [2021-05-02]. （原始内容存档于2021-04-28） （美国英语）. （页面存档备份，存于）
45. ↑  Sharma, Dishya. . Pinkvilla. 2021-01-16  [2021-01-17]. （原始内容存档于2021-01-17） （美国英语）. （页面存档备份，存于）
46. ↑  Borines, Nobelle. . 2020-12-11  [2020-12-15] （美国英语）.
47. ↑  Dinh, Christine. . Marvel.com. 2020-12-10  [2020-12-11]. （原始内容存档于2020-12-11） （美国英语）. （页面存档备份，存于）
48. ↑  Nakli, Laith [@laithnakli]. . 2021-02-28  [2021-02-28] –Instagram （美国英语）.
49. ↑  . Production List. 2020-10-12  [2021-01-20]. （原始内容存档于2021-01-21） （美国英语）. （页面存档备份，存于）
50. ↑  Kit, Borys; Couch, Aaron. . The Hollywood Reporter. 2020-11-20  [2020-11-20]. （原始内容存档于2020-11-20） （美国英语）. （页面存档备份，存于）
51. ↑  Perine, Aaron. . ComicBook.com. 2020-10-29  [2020-10-29]. （原始内容存档于2020-10-29） （美国英语）. （页面存档备份，存于）
52. 1 2  Fisher, Jacob. . Discussing Film. 2020-11-11  [2020-11-12]. （原始内容存档于2020-11-12） （美国英语）. （页面存档备份，存于）
53. ↑  Hickson, Colin. . Comic Book Resources. 2020-06-29  [2020-11-11]. （原始内容存档于2020-09-10） （美国英语）. （页面存档备份，存于）
54. ↑  Kim, Matt T.M. . IGN. 2021-02-24  [2021-02-24]. （原始内容存档于2021-02-24） （美国英语）. （页面存档备份，存于）
55. ↑  Arbi, Adil El [@adilelarbi]. . 2021-03-05  [2021-03-05] –Instagram （美国英语）.
56. 1 2  O'Loughlin, Jules [@jules.oloughlin]. . 2021-03-23  [2021-04-22] –Instagram （美国英语）.
57. ↑  . New Jersey Department of State. 2021-04-06  [2021-04-08]. （原始内容存档于2021-04-08） （美国英语）. （页面存档备份，存于）
58. ↑  Kuperinsky, Amy. . NJ.com. 2021-05-04  [2021-05-06]. （原始内容存档于2021-05-04） （美国英语）. （页面存档备份，存于）
59. ↑  Hood, Cooper. . Screen Rant. 2021-05-01  [2021-05-02]. （原始内容存档于2021-05-02） （美国英语）. （页面存档备份，存于）
60. ↑  Fink, Richard. . Screen Rant. 2021-04-27  [2021-04-30]. （原始内容存档于2021-04-28） （美国英语）. （页面存档备份，存于）
61. ↑  Paige, Rachel. . Marvel.com. 2021-01-12  [2021-01-31]. （原始内容存档于2021-01-20） （美国英语）. （页面存档备份，存于）
62. ↑  Fowler, Matt. . IGN. 2019-12-08  [2019-12-11]. （原始内容存档于2019-12-08） （美国英语）. （页面存档备份，存于）
63. ↑  Jennings, Collier. . Comic Book Resources. 2020-04-07  [2020-04-07]. （原始内容存档于2020-04-07） （美国英语）. （页面存档备份，存于） – via . The Walt Disney Company France: 25. 2020-04-01  [2020-04-07]. （原始内容 (PDF)存档于2020-04-07） （法语）. （页面存档备份，存于）
64. ↑  Hermanns, Grant. . ComingSoon.net. 2020-12-10  [2020-12-12]. （原始内容存档于2020-12-11） （美国英语）. （页面存档备份，存于）
65. ↑  Couch, Aaron. . The Hollywood Reporter. 2021-07-29  [2021-07-29]. （原始内容存档于2021-07-29） （美国英语）. （页面存档备份，存于）
66. ↑  Mitovich, Matt Webb. . TVLine. 2021-08-02  [2021-08-02]. （原始内容存档于2021-08-02） （美国英语）. （页面存档备份，存于）
67. ↑  Vary, Adam B. . Variety. 2021-07-15  [2021-09-23]. （原始内容存档于2021-09-23） （美国英语）. （页面存档备份，存于）
68. ↑  Couch, Aaron; Kit, Borys. . The Hollywood Reporter. 2019-07-20  [2019-07-20]. （原始内容存档于2019-07-21） （美国英语）. （页面存档备份，存于）
69. ↑  . What's on Disney+.   [2022-05-04]. （原始内容存档于2022-10-01） （美国英语）. （页面存档备份，存于）
70. 1 2  . Rotten Tomatoes. Fandango Media.   [2023-01-10] （美国英语）.
71. 1 2  . Metacritic. Red Ventures.   [2025-06-19] （美国英语）.
72. ↑  Paige, Rachel. . Marvel.com. 2021-02-16  [2021-02-16]. （原始内容存档于2021-02-16） （美国英语）.
73. ↑  Paige, Rachel. . Marvel.com. 2022-08-03.
74. ↑  Couch, Aaron. . The Hollywood Reporter. 2019-11-10  [2019-11-10]. （原始内容存档于2019-11-11） （美国英语）. （页面存档备份，存于）
75. ↑  Bui, Hoai-Tran. . /Film. 2020-12-10  [2020-12-10]. （原始内容存档于2020-12-11） （美国英语）. （页面存档备份，存于）
76. ↑  Couch, Aaron. . The Hollywood Reporter. 2021-05-03  [2021-05-03]. （原始内容存档于2021-05-03） （美国英语）. （页面存档备份，存于）
77. ↑  D'Alessandro, Anthony. . Deadline Hollywood. 2021-02-24  [2021-02-24]. （原始内容存档于2021-02-24） （美国英语）. （页面存档备份，存于）

## 外部連結
- 官方网站
- 互联网电影数据库（IMDb）上《驚奇少女》的资料（英文）
- 在Disney+上觀看《驚奇少女》